# Stadtpfarrkirche Vils

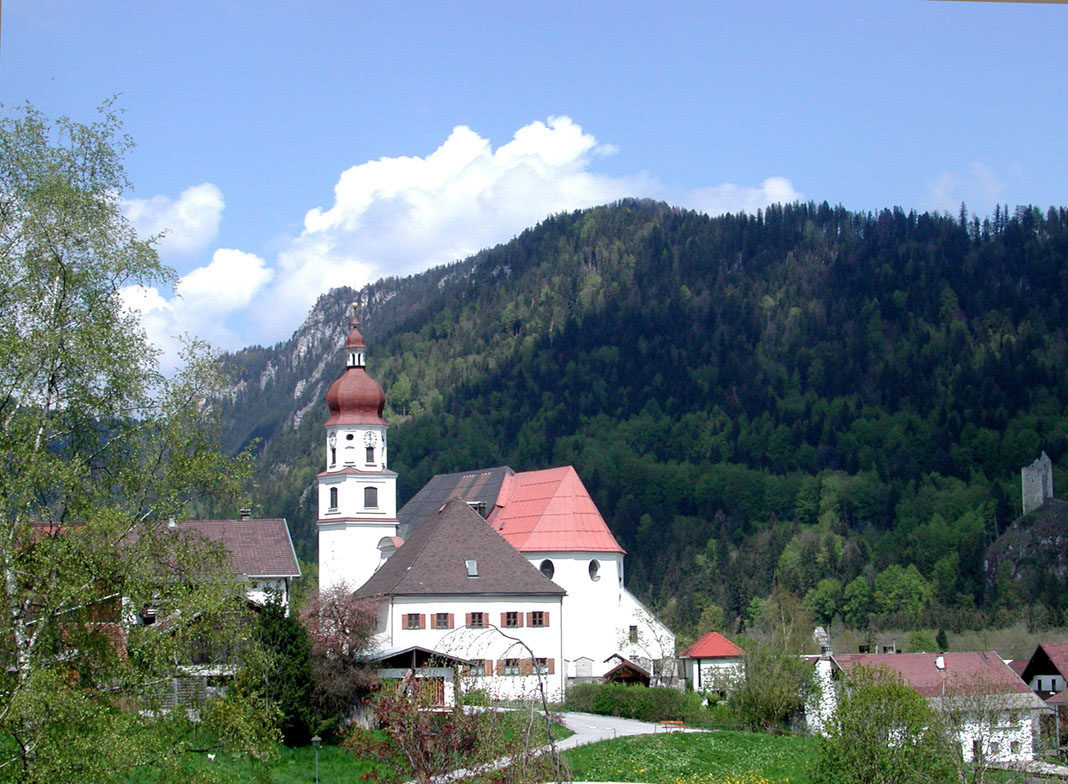
Katholische Stadtpfarrkirche Mariä Himmelfahrt in Vils

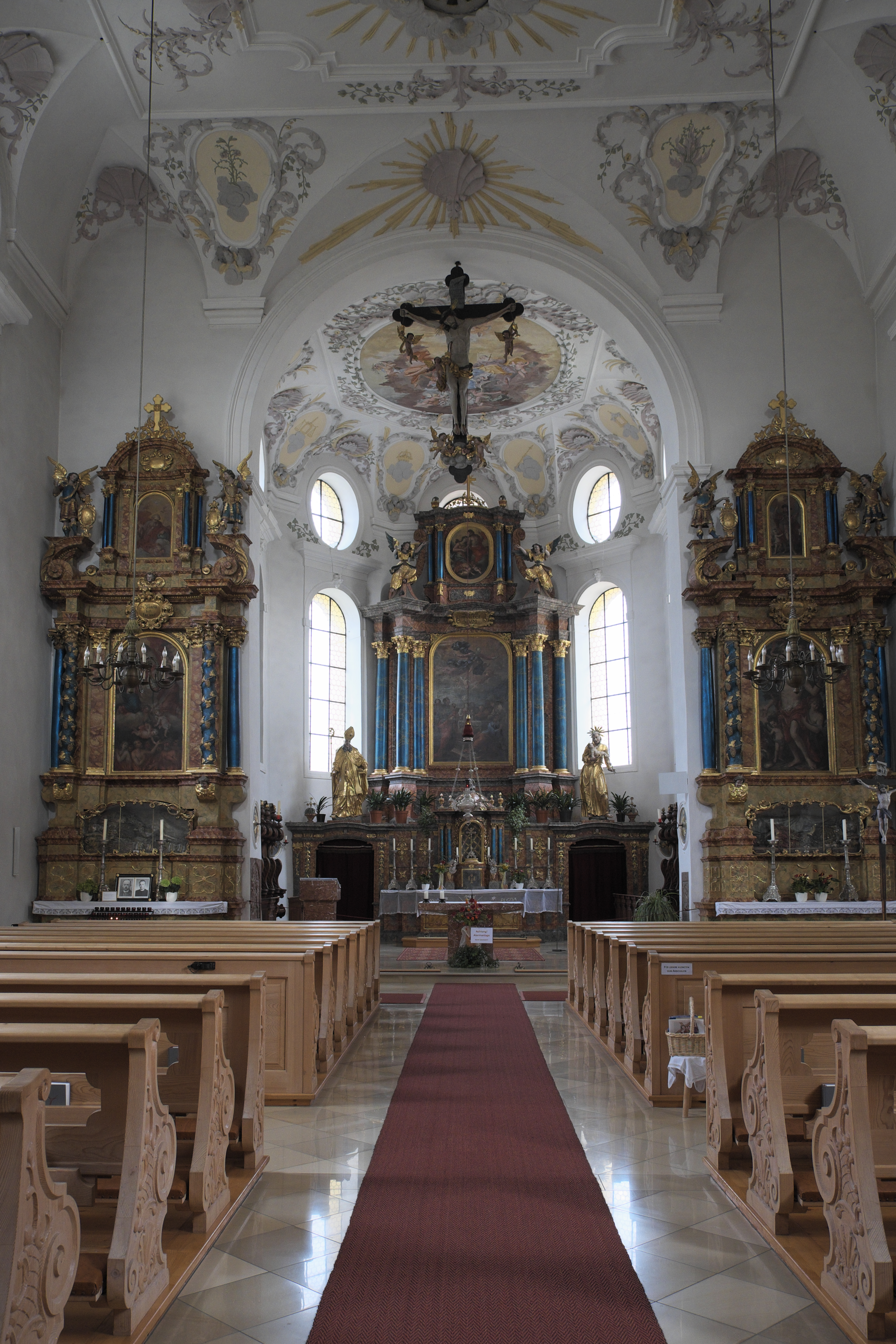
Langhaus, Blick zum Chor

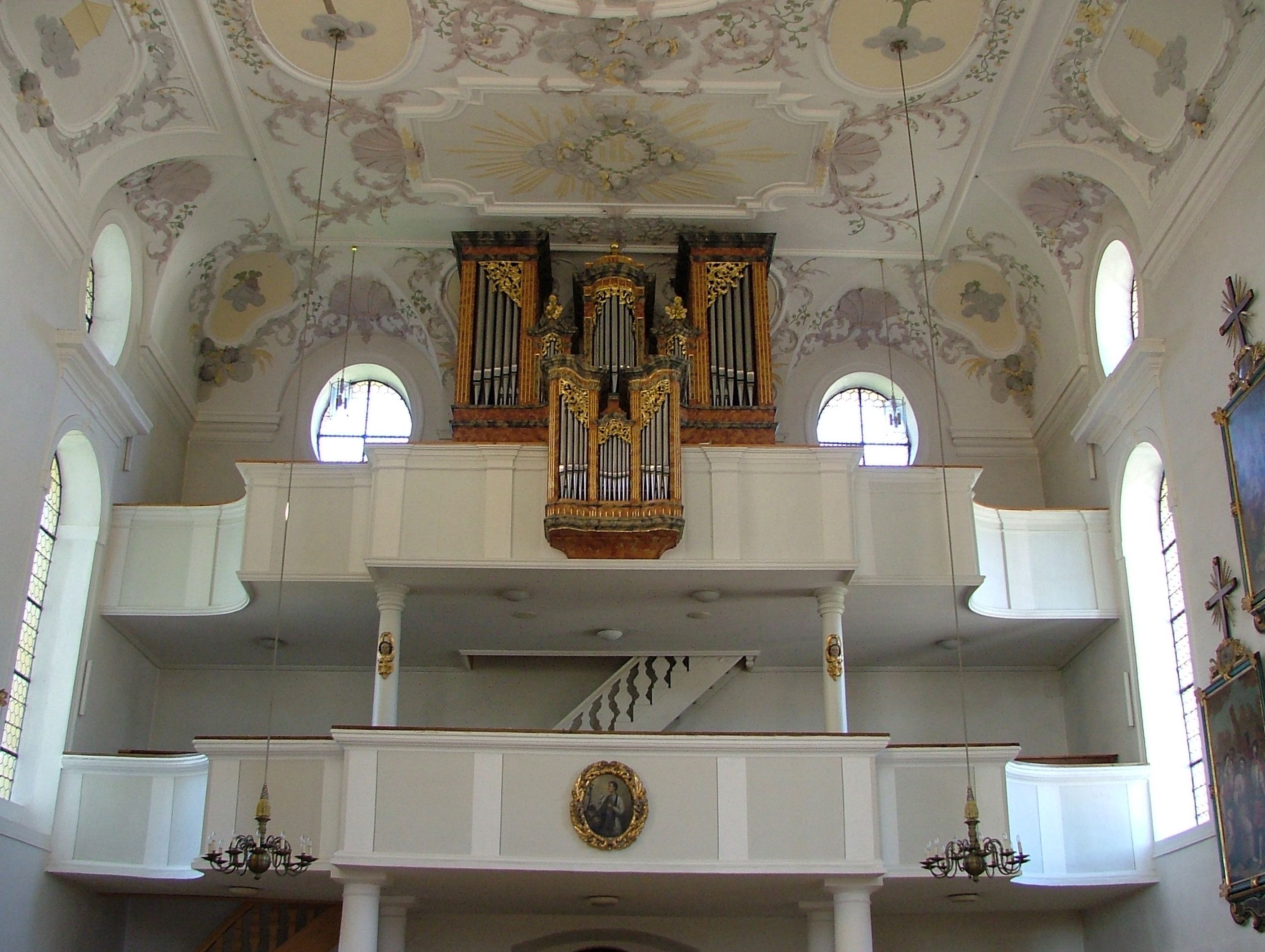
Langhaus, Blick zur Doppelempore

Die Stadtpfarrkirche Vils steht im Norden des Pfarrplatzes in der Stadtgemeinde Vils (Tirol) im Bezirk Reutte im österreichischen Bundesland Tirol. Die dem Patrozinium Mariä Himmelfahrt unterstellte römisch-katholische Pfarrkirche gehört zum Dekanat Breitenwang in der Diözese Innsbruck. Die Kirche und der Friedhof stehen unter Denkmalschutz (Listeneintrag).

## Geschichte
Vils war anfangs dem Kloster St. Mang in Füssen zugeteilt. 1395 wurde eine Pfarre genannt. An der Stelle einer 1479 geweihten Katharinenkirche wurde 1709 der heutige Neubau errichtet und 1723 Mariä Himmelfahrt geweiht.

## Architektur
Der einheitliche barocke Kirchenbau mit einer südlich angebauten Kapelle hat einen südwestlich angestellten Turm.
Das Kirchenäußere zeigt ein Langhaus unter einem Walmdach mit einem eingezogenen Chor mit einem Dreiachtelschluss unter einem Satteldach, die Fassaden zeigen Rundbogen- und Ovalfenster. Der Turm im Südwesten hat zwei kräftige Gesimse und breite Schallöffnungen in Rechteckblenden, das achteckige Obergeschoß hat rechteckige Öffnungen und Blendnischen, der Turm trägt eine Zwiebelhaube mit Laterne. Südseitig zeigt sich eine dreiachsige Kapelle mit zwei Rundbogenfenstern und dazwischen eine mittige Rundbogennische und darüber drei Kreisfenster. Die Westfront zeigt über einem geraden Gesims einen geschwungenen Giebel, im Giebelfeld befindet sich zwischen zwei Pilastern eine Rundbogennische, das Portal schützt eine niedrige Vorhalle. Im südlichen Choreck steht der Sakristeianbau.

## Ausstattung
Der Hochaltar um 1720 hat einen Sechssäulenaufbau von Gotthard Wörle, das Hochaltargemälde Mariä Himmelfahrt wurde vom Maler Kranzner um 1720 gemalt, das Obergemälde zeigt Maria mit Christus und zwei Engel. Die Figuren der Heiligen Ulrich und Antonius schuf Anton Sturm um 1720, die zwei kartuschenhaltenden Engel aus dem Ende des 17. Jahrhunderts wurden Nikolaus Babel zugeschrieben.
Der linke Seitenaltar mit einem Viersäulenaufbau mit Weinlaubdekor zeigt das Gemälde Arme Seelen vor Christus, Maria und Josef von Paul Zeiller um 1700. Der rechte Seitenaltar mit einem Viersäulenaufbau zeigt das Gemälde hl. Sebastian mit Engel und das Oberbild hl. Rochus von Paul Zeiller 1705.
Die Orgel hat ein Gehäuse mit einem Brüstungspositiv aus dem 1782 von Johann Martin Anwander, das Werk schuf Josef Behmann 1907. Eine Glocke nennt Peter und Gregor Löffler 1524. Eine Glocke nennt Johann Georg Ernst 1769 und zeigt die Heiligen Anna, Maria mit Kind, Franz Xaver und Sebastian.